# Dániel Ernő (zongoraművész)
Dániel Ernő (Budapest vagy Szamosújvár, 1918. május 6. – Santa Barbara, 1977. szeptember 27.) magyar zongoraművész, karmester, zongoraprofesszor. 

## Családja
Az erdélyi örmény nemesi  család leszármazottja, a család eredeti neve Tánielián, Thoros, Thoderas.   

## Életpályája
A Zeneakadémián Dohnányi Ernő és Weiner Leó tanítványa volt. 1938-ban tanári oklevelet szerzett. 1939-ben Rómában Casellánál folytatott tanulmányokat. 1941-ben zongoraművészi oklevelet kapott. 1941–1944 között a Zeneakadémia zongoratanszékén tanított. 1944-ben a Pázmány Péter Tudományegyetemen államtudományi doktor lett. 1948-tól egy évig a Római Magyar Akadémia ösztöndíjasa volt. 1949-től az USA-ban élt. 1949–1959 között a Texas északi részén fekvő Wichita Falls zongoratan szakának és szépművészeti karának dékánja volt. 1952-től karmesteri tevékenységet folytatott Pierre Monteux, Széll György, Ormándy Jenő és más mesterek szakmai útmutatását elsajátítva. 1952-től Wichita Falls szimfonikus zenekarának zeneigazgatója és vezető karmestere volt. 1960-ban a Kaliforniai Egyetemen kapott megbízást. 1960–1977 között a kaliforniai Santa Barbarai Egyetem professzora volt.1967-től az Árpád Akadémia tagja volt. 1972-ben az Amerikai Liszt Társaság elnökévé választották.
Koncertező művész is volt. A californiai zeneakadémia tanára és a Santa Barbara Symphony Orchestra zenei vezetője volt.